# Vaea Fifita
Vaea Tangitau Lapota Fifita (* 17. června 1992 Vavaʻu) je ragbista hrající za velšský klub Scarlets soutěž United Rugby Championship a za reprezentaci Tongy. Jeho nejpreferovanější pozice jsou rváček a druhořadník. 
V sezoně 2022–23 byl zvolen jako člen Scarlets do nejlepší sestavy roku URC. V roce 2016 vyhrál s klubem Hurricanes Super Rugby. V letech 2017 až 2019 nastoupil za Nový Zéland v 11 zápasech. Vyhrál s ním ve svém prvním reprezentačním roce Rugby Championship. Na MS 2019 nejel kvůli zranění. 
V roce 2022 mohl začít hrát kvůli novým mezinárodním pravidlům a svému původu za Tongu. Premiéru zažil v listopadu 2022 proti Španělsku. Zúčastnil se MS 2023. Jeho bratr Leva také hraje za Tongu.